# أرايو دي سان سيرفان
بلدية أرايو دي سان سيرفان (بالإسبانية: Arroyo de San Serván), هي إحدى بلديات مقاطعة بطليوس, التي تقع في منطقة إكستريمادورا, والتي تقع في غرب إسبانيا.
يبلغ عدد سكانها 3.922 نسمة وفقاً لإحصائية سنة (2002).